# Phnom Krom
Phnom Krom – az „Alacsonyabb Hegy” – hindu „templomhegy” Jasodharapuraban  (ma Angkor), az egykori Khmer Birodalom 9. században alapított fővárosában, Kambodzsában.
Az I. Jaszovarman király uralkodása (889–910) idején épült templomot a hinduizmus három főistenének – Brahma, a teremtő; Siva, a pusztító; és Visnu, a megtartó –  tiszteletére emelték.
Phnom Krom, Phnom Bakheng (Központi Hegy) és Phnom Bok (Ökörhát hegy) mellett a  városalapító király hegytetőre építtetett három templomának egyike. A templom külső fala laterit-téglákból épült, a napjainkra erősen romos belső épületek és a három tornyos szentély homokkőből készült. Phnom Krom keleti kapuja két oldalán, szimmetrikusan négy kisebb épület áll, feltételezetten krematóriumok. A védőfal északi, nyugati és déli oldalán hosszú termek maradványai láthatók. A templom középpontja a mesterséges magaslatra emelt, észak–déli vonalban egymás mellett álló, keletre nyíló három torony, amelyek közül a délit Brahma, a központit Siva és az északit Visnu isteneknek szentelték. Az épület díszítései alig kivehetőek, erősen mállanak; az templom egésze igen rossz állapotban van, restaurálására nincs lehetőség.
A hegy, amelyen Phnom Krom áll annyira sziklás, köves hogy a néphagyomány szerint a hegy szikláit Hanumán a Rámájana eposz hatalmas és jóságos majomkirálya dobálta össze.